# Caudé
Caudé es una localidad española del municipio de Teruel, perteneciente a la provincia de Teruel, en la comunidad autónoma de Aragón. En 2011 contaba con 225 habitantes.

## Toponimia
El nombre viene de la afluencia de los manantiales que alimentan las acequias que circulan alrededor de la población, siendo conocida hasta bien entrado el siglo XIX como Caudet o Caudete, que deriva del árabe Qabdaq ("manantial", "fuente") y que a su vez deriva de cap d'aq o caput aquae ("cabeza de aguas", "fuente").

## Geografía
La localidad está ubicada a 6 km de Cella y a poco más de 11 km de Teruel. En sus proximidades se encuentra el aeródromo de Caudé.

## Historia
Fue repoblada en el siglo XII, presentando en el morabedí de 1340 80 "vecinos fiscales", lo que se podía traducir a 200 habitantes aunque ya en el 1385 sólo presentaba 24 "vecinos fiscales" que se traducirían en 60 habitantes, habiendo perdido el 70 % de los habitantes en la crisis de la segunda mitad del siglo XIV. La población consiguió recuperarse bien entrada ya la Edad Moderna, ya que en el fogaje de 1495 solamente existían 29 fuegos, en torno a 150 habitantes.
A mediados del siglo XIX, el lugar tenía contabilizada una población de 484 habitantes. Aparece descrito en el sexto volumen del Diccionario geográfico-estadístico-histórico de España y sus posesiones de Ultramar de Pascual Madoz de la siguiente manera:

CAUDETE: l. con ayunt. de la prov., intendencia, adm. de rent., part. jud. y dióc. de Teruel (1 1/2 leg.), aud. terr. y c. g. de Zaragoza (26): sit. en una llanura bastante estensa, junto á la carretera de Zaragoza y al principio de la ribera llamado del r. Cella. Su clima es saludable. Tiene 139 casas, algunas de ellas de sólida y buena construccion; una escuela de instruccion primaria cuyo maestro se halla dotada de los fondos del comun, y una igl. parr. servida por un cura llamado rector, el cual es perpetuo y se provee por oposicion en concurso general; su construccion es sólida y elegante. Confina el térm. con los de Concud, Cella, Villarquemado y Celadas, estendiéndose en direccion de los mismos 3/4 de hora poco mas ó menos. Cerca de la pobl. salen unos hermosos manantiales que enriqueciendo sus aguas con otros mas insignificantes, forman el arroyo ó riach. de su mismo nombre. El terreno es de huerta y parte de secano: tiene una hermosa vega que puede juzgarse como continuacion del canal de Concud, al principio de la cual se halla una presa ó azud para contener y elevar las aguas con las que se riega; tiene tambien un monte de encinas y coscojales de una leg. de circunferencia y pasa la carretera de Zaragoza como ya dijimos. prod.: trigo puro, centeno, cebada, avena, legumbres, cáñamo, nueces, patatas, nabos, ricas y abundanles frutas y toda clase de hortaliza; cria ganado lanar y algo vacuno, abunda en caza y en el azud espresado se cojen abundantes y crecidas anguilas, tanto ó mas sabrosas que las de la estanca de Alcañiz. ind.: fabricacion de alpargatas. comercio: estraccion de las mismas alpargatas y del sobrante de sus granos. pobl.: 121 vec., 484 alm. contr. (V. el art. de. la capital.)
(Madoz, 1847, p. 263)

Hasta la reforma de la nomenclatura municipal de 1916 el municipio se llamaba Caudé ó Caudete. En dicha fecha su nombre fue modificado por el de Caudé. El municipio de Caudé desapareció en 1972, al ser incorporado junto con los de Villalba Baja y Tortajada al término municipal de Teruel.

## Demografía
| Gráfica de evolución demográfica de Caudé entre 1842 y 1970 |
| |
| Población de derecho según los censos de población del INE Población de hecho según los censos de población del INEEn estos censos se denominaba Caudé ó Caudete: 1877, 1887, 1897, 1900 y 1910 Entre el censo de 1981 y el anterior, este municipio desaparece porque se integra en el municipio 44216 (Teruel) |

En 2009 contaba con 241 habitantes.

## Fiestas
Fiestas: 14 al 18 agosto en honor de la Virgen de la Cama y San Roque.